# Podbělice alpská

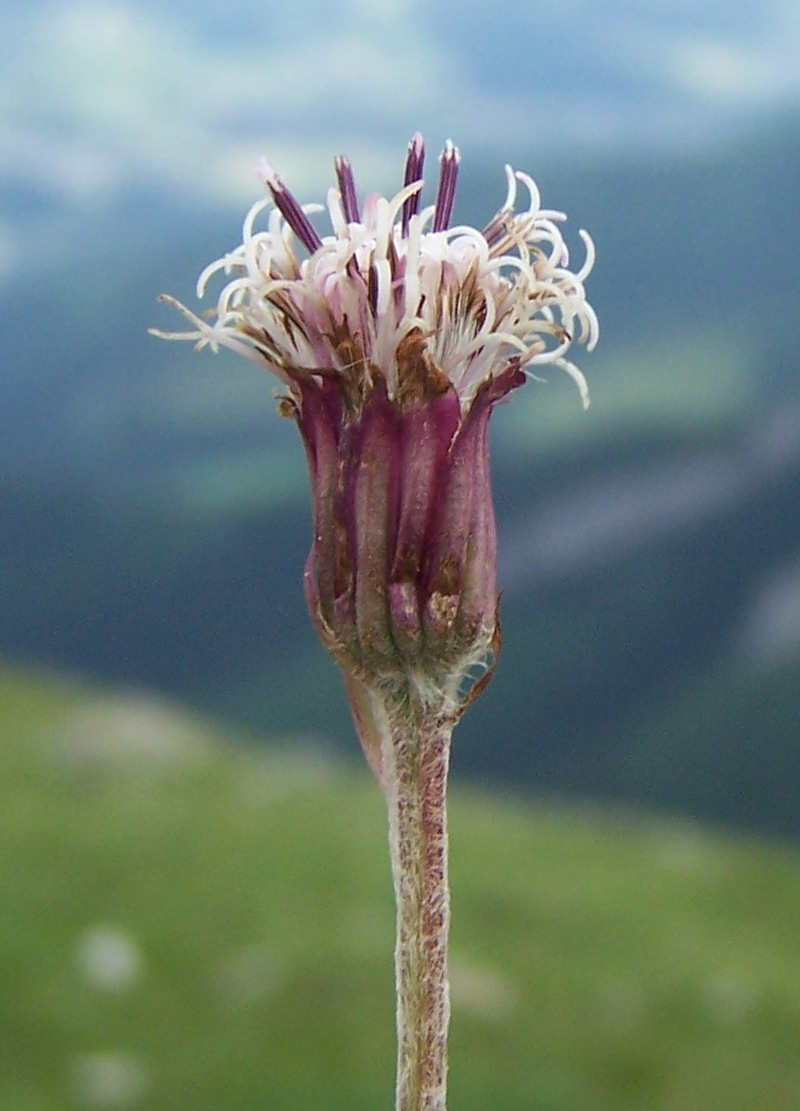
Úbor

Podbělice alpská (Homogyne alpina) je vytrvalá, horská bylina s plazivým oddenkem preferující vlhčí, stinné lokality. Je jediným druhem rodu podbělice rostoucí v české přírodě a původním druhem české květeny vyskytující se téměř ve všech pohraničních pohořích České republiky.

## Rozšíření
Rostlina pochází z evropského kontinentu, ale její výskyt míjí severské oblastí. Hranice rozšíření je ze severu ohraničená Německem a Polskem, na jihu Středomořím, na západě Francií se Španělskem a na východě Ukrajinou. Nejhojnější je v horách jižní a střední Evropy, kde vyrůstá v nadmořské výšce od 500 do 3000 m.
V ČR je rozšířena hlavně v pohraničních horách, kde se omezuje převážně na oreofytikum. Roste v areálu Šumavy, Krkonoš, Jizerských hor, Králického Sněžníku, Hrubého Jeseníku a Moravskoslezských Beskyd. Mimo to se vyskytuje i ve Slavkovském lese, Brdech a Adršpašsko-teplických skálách. Zcela chybí na teplejších územích, např. na Křivoklátsku, v Českém středohoří, ve střední a jižní Morava.

## Ekologie
Podbělice alpská je vápnostřežný hemikryptofyt rostoucí obvykle v polostínu, ve vysokých horských polohách se však objevuje i na plně osluněných stanovištích. Roste v horských smrčinách s bohatým mechovým patrem, v porostech kosodřeviny, kamenitých horských pastvinách i světlých listnatých lesích. Nejlépe prospívá na středně hlubokých, skeletových až hlinitých půdách s dostatkem humusu, které jsou průběžně vlhké a kyselé. Kvete od května do srpna.

## Popis
Vytrvalá bylina s přímou, červenohnědou lodyhou vysokou 10 až 30 cm, která vyrůstá z tenkého, plazivého oddenku, ten roste pod povrchem půdy šikmo až vodorovně, je šupinatý a má olistěné postranní výběžky. Lodyha je přímá, chudě olistěná, podélně rýhovaná, ve spodní části je pavučinatě chlupatá a v horní části porostlá průsvitnými chlupy. Přízemní listy v růžici mají řapík dlouhý 2 až 10 cm, jejich polokožovitá čepel je ledvinovitá až srdčitě okrouhlá, po obvodě zubatá a bývá velká 1 až 4 cm. Lodyžní listy bývají jen dva až tři, jsou přisedlé, spodní jsou bylinné a horní je šupinovitý, obvykle bývají velké jen 1 až 2,5 cm.
Na vrcholu lodyhy se vytváří nejčastěji jediný úbor s květy (ojediněle dva až tři), který mívá v průměru 1 až 1,5 cm. Válcovitý, jednořadý zákrov je asi 1 cm vysoký a mívá 12 až 20 listenů, které jsou čárkovité, zelené, po obvodě nachové a za plodu nazpět ohnuté. Květy ve středu úboru jsou oboupohlavné, asi 8 mm dlouhé a mají pěticípou korunní trubku barvy nachové až špinavě fialové. Kalichy jsou tvořené četnými štětinkami, z kterých se stává chmýr. Dlouhé čnělky s bliznami z květů vyčnívají.
Plod je úzce elipsoidní, asi 5 mm dlouhá nažka, podélně mělce žebrovatá, která je na vrcholu uťatá a má jednořadý, asi 10 mm dlouhý, sněhobílý chmýr.